# Периволаки (дем Гревена)
Периволаки или Липиница (на гръцки: Περιβολάκι, до 1927 година Λεπενίτσα, Лепеница) е село в Република Гърция, дем Гревена, област Западна Македония.

## География
Селото е разположено на 940 m надморска височина, на около 25 km западно от град Гревена, в подножието на връх Орлякас на планината Пинд.

## История

### В Османската империя
В края на ХІХ век Липиница е малко гръцко село в западната част на Гребенската каза на Османската империя. Според статистиката на Васил Кънчов през 1900 година в Липиница живеят 74 гърци.
Според статистика на Серфидженския санджак на гръцкото консулство в Еласона от 1904 година в Лепеница (Λεπενίτσα), Гревенска каза, живеят 60 гърци елинофони християни.

### В Гърция
През Балканската война в 1912 година в селото влизат гръцки части и след Междусъюзническата в 1913 година Липиница влиза в състава на Кралство Гърция.
През 1927 година името на селището е сменено на Периволаки. Селото пострадва от Гражданската война (1946-1949), когато е напуснато от жителите си.
Селският събор се провежда на 20 юли (Илинден), който е и храмов празник на селската църква „Свети Илия“.
Населението се занимава предимно със скотовъдство.
| Година    | 1913 | 1920 | 1928 | 1940 | 1951 | 1961 | 1971 | 1981 | 1991 | 2001 | 2011 | 2021 |
| --------- | ---- | ---- | ---- | ---- | ---- | ---- | ---- | ---- | ---- | ---- | ---- | ---- |
| Население | 89   | 84   | 118  | 141  | 2    | 22   | 11   | 46   | 24   | 30   | 12   | 16   |